# Tiến Thành (ca sĩ)
Tiến Thành (27 tháng 9, 1952 – 24 tháng 11, 1984) là một trong những ca sĩ nhạc đỏ, nhạc tiền chiến được nhiều người ưa thích của miền Bắc Việt Nam, được Nhà nước Việt Nam truy tặng danh hiệu Nghệ sĩ Ưu tú năm 2012.

## Tiểu sử sơ lược
Tiến Thành tên đầy đủ là Trần Tiến Thành, sinh ngày 27 tháng 9 năm 1952 (nhiều thông tin ghi là sinh năm 1950) tại Nam Định.
Trong những năm từ khoảng 1976 đến 1978, Tiến Thành đứng trong dàn đồng ca, hợp xướng của Đoàn ca nhạc Đài Tiếng nói Việt Nam. Từ năm 1979–80, Tiến Thành hát lĩnh xướng và song ca, rồi đến đơn ca. Đặc biệt, những năm đầu 80, Tiến Thành tham gia trong các chương trình dạy nhạc, dạy hát trên đài phát thanh Tiếng nói Việt Nam.
Tiến Thành có làn hơi khỏe, chắc, đầy đặn, âm vực rộng. Anh có kỹ thuật vững vàng nhưng lại không bị gò bó bởi kỹ thuật. Anh có thể hát hết sức kinh viện trong Người Hà Nội (Nguyễn Đình Thi), Hồ Chí Minh giai điệu bốn mùa (Trần Chung), Lá xanh (Hoàng Việt), nhưng cũng có thể thiết tha, nồng nàn, trải rộng cảm xúc như trong bài Nơi đảo xa (Thế Song), Hát cùng trời nước Hạ Long (Tân Huyền)… Tiến Thành còn thể hiện nhiều làn điệu dân ca của các vùng miền khác nhau, trong đó có quan họ đặc biệt hay.

## Sự cố biểu diễn và qua đời
Sáng ngày 21/11/1984, Tiến Thành cùng Đoàn Ca nhạc Đài Tiếng nói Việt Nam lên đường lưu diễn phục vụ đồng bào ở Bắc Giang. Đêm hôm đó biểu diễn xong, xe về đến Yên Viên thì gặp tai nạn. Nghệ sĩ hát chèo Như Hoa đã qua đời ngay khi chiếc xe nạn, nghệ sĩ Thúy Lan bất tỉnh. Tiến Thành tuy bị thương nhưng vẫn cố gắng đỡ đồng nghiệp bị thương lên băng-ca đi cấp cứu. Sáng hôm sau, đến bệnh viện Việt Đức, Tiến Thành còn dẫn đoàn đi thăm từng bạn diễn. Đến buổi chiều, Tiến Thành bất tỉnh và qua đời.